# Кінематограф Південної Кореї
Кінематограф Південної Кореї — кіноіндустрія Республіки Корея з 1945-го року по теперішній час. На тематику південнокорейських фільмів значно вплинули такі події та фактори, як японська окупація Кореї, корейська війна, цензура уряду та демократизація Південної Кореї. Є єдиною з країн, у якій традиційне місцеве кіновиробництво за популярністю перевищує закордонні стрічки.

## Передумови
Дату першого публічного показу кінофільму відзнятого в Кореї нез'ясовано. За одними даними це сталося в Сеулі у 1897-му або 1898 році. За іншими даними це був показ кінохроніки для королівської сім'ї Бартона Холмса в 1901 році. Перший офіційний громадський кінопоказ відбувся 23 червня 1903 року на території ринку Тондемун. Рівно як і перший кінотеатр «Tongdaemun Motion Picture Studio» також було відкрито в 1903-му році.
Період появи та популяризації у часі збігся з японською колонізацією. У зв'язку з цим кіно в Кореї не мало змоги розвиватися у повній мірі незалежно і послідовно, корейські режисери не отримували систематичної фінансової підтримки від японської влади. Виробництво корейських фільмів трималося на невеликій групі ентузіастів; до того ж показ картин був обмежений. Таким чином, ранній період корейського кінематографу визначався як час цензури, репресій і придушення творчості.
На загал корейська кіноіндустрія почала своє існування не з виробництва власних фільмів, а з показу закордонних, а касові збори потрапляли в казну Японії, відповідно, в Кореї не існувало матеріальної бази для розвитку національного кінематографу. Власниками «корейських» кінокомпаній знову ж таки були японці.
Корейський глядач того часу поділявся на дві категорії: «прокорейський» і «прояпонський». На відміну від других, глядачі першої категорії, відвідували кінотеатр Тансонса де дивилися фільми західного виробництва. Почасти через ненависть до всього японського, але переважно через те, що якість західних картин значно перевершувала якість японських. 1919-го, у рік Руху 1 березня, було презентовано перший фільм корейського виробництва «Справедлива помста» Кіма Досана.
Новою віхою розвитку, що характеризувався поглибленням реалістичних тенденцій, пов'язаний з ім'ям На Унгю, творчість якого відрізнялася самобутньою формою та відображувала актуальні проблеми дійсності 20-30-х років. Його стрічки, зокрема «Аріран», серед кращих зразків ранньої корейської кінематографії. «Аріран» — фільм, який кинув виклик колоніальній владі. З випуском цієї картини остаточно визначилася мета корейського кіно: боротися за незалежність у створенні фільмів. Після успіху цієї стрічки виробництво фільмів у Кореї збільшилося приблизно до 10-ти в рік. Також На Унгю заснував кінокомпанію «Na Ungyu Productions». Ця кінокомпанія створила безліч відомих фільмів «зроблених корейцями і для корейців». У міру розвитку кіноіндустрії, у другій половині 1920-х років було створено сім нових корейських кінокомпаній. Першій половині 1930-их рр. притаманне зниження кіновиробництва. Значною мірою завдяки цензурі і утиску влади, кількість фільмів, вироблених в цей час, знизилася до двох — трьох картин на рік, чимало провідних кіновиробників були вимушені виїхати до Шанхаю, аби зберегти і розвивати національний кінематограф.
Звукове кіно виникло в середині 30-х, відколи становище на Далекому Сході погіршувалося у зв'язку з підготовкою Імперської армії до війни в Китаї. Кіноіндустрія Кореї зіткнулася з ще більш різкою цензурою. Японці, прагнучи зміцнити тил, починають проводити політику асиміляції і придушення національної культури. Екрани кінотеатрів заповнює продукція німецьких, італійських та японських компаній. З початку 1940-х років застосовуються заборона на вживання корейської мови у державних установах, заміна корейських прізвищ на японські, заборона на свободу слова, у кіновиробництві могли брати участь тільки ті корейці, які отримували японські прізвища і спілкувалися японською. Від 1938-го всі фільми в Кореї були зроблені японцями, і до 1942 року використання корейської мови у стрічках було повністю заборонено. Також на початку 40-х років все корейські кіностудії були об'єднані в одну компанію, підконтрольну генерал-губернаторству.
Закінчення II СВ ознаменувалося звільненням Кореї та поділом країни по 38 паралелі. Невдовзі розпочалася Корейська війна  яка тривала три роки. Головними дійовими особами художніх фільмів цих періодів були патріоти, борці і герої Визвольних змагань, незалежно від того, ґрунтувалися ці картини на реальних фактах чи були вигадані. Із закінченням війни починається новий етап розвитку. Час правління Лі Синмана — єден з кращих періодів в історії південнокорейського кінематографа, оскільки уряд задіяв додаткові пільги: скасування податків і цензури.
У 1955-му, з метою подальшого розвитку кінематографа в країні, уряд звільнив від податків всіх кінематографістів. Кількість виробників фільмів швидко збільшувалася. У кінці 50-х років виходило близько 100 фільмів, а в 60-ті — близько 200 стрічок на рік. Зі зміною політичного курсу військовою диктатурою Пак Чон Хі кіноіндустрію було обмежено низкою законів 1963-го року, а також задіяно цензуру. В ці часи було засновано Grand Bell Awards — найбільша нагорода за досягнення у кінокультурі в Кореї.
1970-го настав різкий спад у розвитку кіноіндустрії викликаний, переважно, швидким розвитком телебачення і зниженням відвідуваності кінотеатрів. За рік уряд прийняв програму фінансової підтримки продюсерів та сценаристів, а також створює Корпорацію по сприянню розвитку кінематографу, покликану надавати допомогу діячам національного кіно в рішенні як фінансових, так і технічних проблем. Уряд також заохочував фірми, які випускали кращі корейські фільми, видаючи їм ліцензії відповідно до щорічної квоти на імпорт зарубіжних фільмів.
1983-й став роком відколи корейські фільми успішно вийшли на міжнародний рівень: вони були представлені на 32-му Берлінському, 44-му Венеціанському, 19-му Чикагзькому та інших кінофестивалях, де були нагороджені спеціальними і головними призами.
У 1988-му Ро Де У поступово почав усувати урядову цензуру в кіно. Режисери почали експериментувати, підіймаючи у своїх стрічках соціальні та політичні теми. Кіноіндустрія, перебуваючи у натхненні від визнання і зростання свого авторитету на міжнародних кінофестивалях, вже у 1990 і 1991 рр. випустила 111 і 121 фільмів. Завдяки збільшеню прокату закордонних фільмів, який став можливий у зв'язку зі зняттям імпортних обмежень, спад в кінопрокаті припинився. Однак південнокорейський глядач вважав за краще вітчизняні кінострічки, і тому кількість глядачів поступово зменшилась.

## 1990-ті-2000-ті
До зламу 1990-х-2000-х років Південна Корея була однією з багатьох країн, де виробництво Голлівуду було домінуючою часткою внутрішнього кіноринку. Експорт південнокорейських фільмів в США у 2006 році склав всього 2 мільйони доларів, у той час як імпорт американського кіно в РК 35,9 мільйонів доларів.
Однак, ряд фільмів корейського виробництва, переважно шпигунські трилери та воєнні, з кінця 1990-х рр. по 2000-ні, багато в чому перевершували закордонні стрічки. Так фільм «Ширі» (1999) став першим в історії корейської кіноіндустрії фільмом, що побив всі рекорди касових зборів, та зібрав більш аніж 2 мільйонів глядачів та перевершив такі світові блокбастери, як «Титанік», чи «Зоряні війни». Успіх цієї стрічки дав мотивацію для створення високо бюджетних фільмів. У 2003 і 2004 роках південнокорейські кінофільми продовжували перевершувати загальновизнану, популярну Голлівудську кінопродукцію. Фільми «Сілмідо» і «38 паралель» відвідали більш ніж 11 мільйонів осіб.